# TOPIX
| Stammdaten     | Stammdaten     |
| -------------- | -------------- |
| Staat          | Japan          |
| Börse          | Tokioter Börse |
| ISIN           | JP9010100007   |
| WKN            | A1RRCU         |
| Symbol         | 151            |
| RIC            | .TOPX          |
| Bloomberg-Code | TPX <INDEX>    |
| Kategorie      | Aktienindex    |
| Typ            | Kursindex      |

TOPIX steht für Tōkyō Stock Price Index (jap. 東証株価指数, Tōshō kabuka shisū) und ist neben dem Nikkei 225 ein Kursindex der Tokioter Börse. Er wird von JPX Market Innovation & Research, Inc., einer Tochter der Japan Exchange Group, ermittelt.
Berechnet wird der TOPIX seit dem 1. Juli 1969 mit einem Richtwert von hundert Punkten per 4. Januar 1968. Er enthält alle japanischen Aktien, welche im amtlichen Handel zugelassen sind. Die Gewichtung der einzelnen Unternehmen im Index erfolgt anhand der Marktkapitalisierung. 
Gegenwärtig (8. September 2021) setzt sich der Index aus 2.189 Aktien zusammen. Wegen dieser hohen Zahl an vertretenen Unternehmen wird der TOPIX als aussagekräftiger für den Zustand der japanischen Wirtschaft angesehen als der Nikkei 225.
Der TOPIX existiert ebenfalls als Performanceindex und wird als solcher täglich berechnet. Futures auf den TOPIX werden an der Börse Ōsaka Shōken Torihikijo in Osaka gehandelt.

## New Index Series
Unter der Familie New Index Series werden verschiedene Aktienindizes gebündelt, die aus bestimmten Bestandteilen des TOPIX bestehen. Die Unternehmen des TOPIX werden anhand ihrer streubesitzgewichteten Marktkapitalisierung und ihrer Liquidität einem der Indizes zugeordnet. Abgesehen vom TOPIX 1000 und dem TOPIX Small 500 wurden alle Indizes der Familie mit einem Richtwert von eintausend Punkten zum 1. April 1998 aufgesetzt.
| TOPIX 1000 | TOPIX 500       | TOPIX 100                                                                              | TOPIX Core 30                                                                          | Die dreißig liquidesten und schwersten Unternehmen.                                    |
| TOPIX 1000 | TOPIX 500       | TOPIX 100                                                                              | TOPIX Large 70                                                                         | Die siebzig nächstliquidesten und -schwersten Unternehmen nach denen im TOPIX Core 30. |
| TOPIX 1000 | TOPIX 500       | TOPIX Mid 400                                                                          | Die vierhundert nächstliquidesten und -schwersten Unternehmen nach denen im TOPIX 100. | Die vierhundert nächstliquidesten und -schwersten Unternehmen nach denen im TOPIX 100. |
| TOPIX 1000 | TOPIX Small 500 | Die fünfhundert nächstliquidesten und -schwersten Unternehmen nach denen im TOPIX 500. | Die fünfhundert nächstliquidesten und -schwersten Unternehmen nach denen im TOPIX 500. | Die fünfhundert nächstliquidesten und -schwersten Unternehmen nach denen im TOPIX 500. |